# Ouriço/O Burro Cor de Rosa
Ouriço/O Burro Cor De Rosa é o quarto compacto simples do roqueiro brasileiro Serguei. Produzido por Nelson Motta, o compacto foi lançado em 1970 pela Polydor Music.
As músicas foram gravadas em meio a uma viagem de LSD. Logo após ter sido lançado, ele foi recolhido pela ditadura militar por considerar a música Ouriço subversiva. Serguei, então, foi chamado a depor e logo liberado.
A música Ouriço figura na coletânea coletiva "Brazilian Guitar Fuzz Bananas: Tropicalia Psychedelic Masterpieces 1967-1976", de 2010.
Em 2016, este compacto foi mencionado no livro "Lindo Sonho Delirante – 100 Discos Psicodélicos do Brasil", do jornalista, pesquisador e colecionador de LPs, Bento Araújo.

## Faixas
| Lado A |          |                  |         |  |
| N.º    | Título   | Compositor(es)   | Duração |  |
| 1.     | "Ouriço" | Paulinho Machado | 3:15    |  |

| Lado B         |                       |                |         |  |
| N.º            | Título                | Compositor(es) | Duração |  |
| 2.             | "O Burro Cor De Rosa" | Luiz Carlos Sá | 1:54    |  |
| Duração total: | Duração total:        | Duração total: | 5:09    |  |